# Domenico De Simone (politico)
Domenico De Simone (Torremaggiore, 31 maggio 1926 – Torremaggiore, 11 giugno 2019) è stato un politico italiano, parlamentare dei PCI e dirigente nazionale della Lega delle Cooperative.

## Biografia
Iscritto al Movimento Giovanile Comunista dal 1943 e poi al PCI dal 1945, sin da giovanissimo fu protagonista delle lotte del movimento bracciantile. Venne arrestato nel novembre del 1949, in occasione dello sciopero bracciantile e l'occupazione delle terre incolte durante il quale vennero uccisi da un carabiniere i braccianti agricoli Lavacca e Lamedica. Nel 1958 fu eletto consigliere alla Provincia di Foggia e nel 1960 divenne sindaco di Torremaggiore; mantenne l'incarico fino al 1976. Tra i risultati dell'azione amministrativa delle giunte comunali da lui guidate si annoverano la realizzazione del piano regolatore e del consultorio socio-sanitario, la viabilità urbana e la pubblica illuminazione, la fondazione della scuola musicale, della scuola materna comunale e degli asili nido.
Eletto senatore il 20 giugno del 1976 nel collegio di Lucera con 34 164 voti di preferenza, a Palazzo Madama entrò a far parte della Commissione Affari Costituzionali e Interni e della Commissione Esteri. Alle successive elezioni politiche 3 giugno del 1979 fu invece eletto deputato nella circoscrizione di Bari con 23 778 voti di preferenza e a Montecitorio entrò a far parte della commissione Agricoltura. Concluse la propria esperienza parlamentare nel 1983.
Dirigente nazionale della Lega delle Cooperative, visse a Torremaggiore, località in cui è morto all'età di 93 anni.